# 郭家街道 (本溪市)
郭家街道，是中华人民共和国辽宁省本溪市南芬区已撤销的一个乡镇级行政单位，2020年撤销，所辖南芬村、赵家村并入南芬街道，解放村、金坑村并入思山岭街道，柏峪村、永安村并入下马塘街道。

## 行政区划
郭家街道下辖以下地区：
南芬村、解放村、金坑村、赵家村、柏峪村、永安村和金坑生态区生活区。